# Nicolas Sarkozy
Nicolas Sarkozy (rojen kot Nicolas Paul Stéphane Sarközy de Nagy-Bocsa), francoski politik, 23. in bivši predsednik Francije, * 28. januar, 1955, Pariz, Francija
Do 26. marca 2007 je bil Sarkozy francoski minister za notranje zadeve. Na volitvah 6. maja 2007 je v drugem krogu predsedniških volitev s 53,06 % glasov premagal tekmico Ségolène Royal. Kot naslednik Jacquesa Chiraca je prisegel 16. maja 2007. 6. Maja 2012, ga je na volitvah premagal proti-kandidat Socialistične stranke François Hollande, za 3.8% glasov.

## Življenje

### Izvor družine
Nicolas Sarkozy se je kot drugi otrok rodil v družini Andrée Mallah in Paula Sarközyja de Nagy-Bocsa. 
Oče, Pál Sárközy, se je rodil v Budimpešti 5. maja 1928 v družini nižjega madžarskega plemstva. Plemiški naslov mu je 10. septembra 1628 podelil cesar Ferdinand II. Habsburški, češki in ogrski kralj. Družina je imela v lasti zemljišča in majhen grad v vasi Alattyán (blizu Szolnoka), 92 km vzhodno od Budimpešte. Potem ko ob prihodu rdeče armade razlastijo družino, ta zapusti domovino. Po nekaj zapletih v Avstriji in Nemčiji, Pál Sárközy sreča nabiralca francoske tujske legije v Baden-Badnu. Za pet let prostovoljno stopi v vojsko in začne služiti v Sidi-Bel-Abbesu v Alžiriji. Proglasijo ga za nesposobnega za odhod v Indokino, potem pa ga leta 1948 v Marseillu demobilizirajo. Takrat pofrancozi svoje ime v Paul Sarközy de Nagy-Bocsa in začne delati na področju oglaševanja. Leta 1949 sreča Andrée Mallah, študentko prava, ki postane njegova žena.
Andrée je hči Bénédicta Mallaha, kirurga iz 17. pariškega okrožja, potomca sefardskih Judov, ki so bili izgnani iz Španije in so se v 17. stoletju naselili v Solunu. Njena mati je bila Adèle Bouvier, katoliška bolničarka, rojena v Lyonu leta 1891 v savojski družini, ki je bila postala francoska leta 1860.
Nicolas Sarkozy se rodi 28. januarja 1955 v 17. pariškem okrožju. Ima dva brata: Guillauma, rojenega leta 1951, bodočega vodjo tekstilnega podjetja (med 2000 in 2006 podpredsednik MEDEF-a, sindikata francoskih vodilnih podjetnikov) in Françoisa, rojenega leta 1957, ki postane pediater in kasneje raziskovalec na področju biologije. Ko leta 1959 Paul Sarkozy zapusti družino in se loči od žene, ta spet začne študirati, da bi lahko poskrbela za otroke, in postane odvetnica v Nanterru. Paul Sarkozy se poroči še trikrat. Iz drugega zakona ima dva druga otroka: Caroline in Pierra-Oliviera, danes bankirja v New Yorku.

### Študij in prva delovna mesta
Nicolas Sarkozy je dobil ekonomsko maturo leta 1973. Družina se takrat preseli v Neuilly.
Študira na univerzi Pariz X Nanterre, kjer dobi diplomo za privatno pravo leta 1978. Nato opravlja naborništvo v Parizu. Potem vstopi v pariški Inštitut za politiko, ampak ne naredi diplome. Po Catherine Nay, to je verjetno zaradi slabe note v angleščini. Februarja 1980 dobi master za politično znanost, z diplomsko nalogo o referendumu 27. aprila 1969.
Na začetku namerava postati novinar, ampak leta 1981 dobi avtorizacijo za odvetnika, in tako sledi materi.
Sodeluje z odvetnikom Guyjem Danetom, potem pa z odvetniškim kabinetom »Leibovici - Claude - Sarkozy«, ki osebuje enajst odvetnikov, strokovnjakov v nepremičninskem pravu. Toda saj je poklic odvetnik nezdružljiv s političnimi dejavnostmi, zapusti svoj poklic ko sodeluje v vladi.